# Trzeci rząd Kazimierza Bartla
Trzeci rząd Kazimierza Bartla istniał od 27 września 1926 do 30 września 1926.

## Skład rządu
- prezes Rady Ministrów – Kazimierz Bartel (Partia Pracy)
- minister spraw wewnętrznych – Kazimierz Młodzianowski
- minister spraw zagranicznych – August Zaleski
- minister spraw wojskowych – Józef Piłsudski
- minister sprawiedliwości – Wacław Makowski
- minister wyznań religijnych i oświecenia publicznego – Antoni Sujkowski
- minister skarbu – Czesław Klarner
- minister przemysłu i handlu – Eugeniusz Kwiatkowski
- minister rolnictwa i dóbr państwowych – Aleksander Raczyński (Stronnictwo Chrześcijańsko-Narodowe)
- minister reform rolnych – Witold Staniewicz
- minister komunikacji – Paweł Romocki (Polskie Stronnictwo Chrześcijańskiej Demokracji)
- minister robót publicznych – Witold Broniewski
- minister pracy i opieki społecznej – Stanisław Jurkiewicz